# Carmel ¿quién mató a María Marta?
Carmel ¿quién mató a María Marta? es una miniserie documental argentina, estrenada en noviembre de 2020 por la plataforma de streaming Netflix. Narra la investigación y el juicio tras la muerte de María Marta García Belsunce de Carrascosa, ocurrida en 2002.
La serie fue dirigida por Alejandro Hartmann, y también escrita por éste junto con Sofía Mora (quien tuvo a cargo el trabajo de investigación), Lucas Bucci y Tomás Sposato. La producción estuvo a cargo de Vanessa Ragone. Fue filmada en el Carmel Country Club, un barrio cerrado de Pilar donde ocurrió el crimen en 2002, así como en las ciudades de Bariloche y Buenos Aires.
Cuenta con la participación de periodistas, abogados y familiares relacionados con el crimen, del cual se analizan las distintas etapas en cada episodio.

## El caso
El Caso García Belsunce es un proceso judicial argentino con el que se conoce al asesinato de María Marta García Belsunce de Carrascosa (Buenos Aires, Argentina, 24 de abril de 1952-Pilar, Buenos Aires, Argentina, 27 de octubre de 2002), una socióloga argentina, ocurrió el 27 de octubre de 2002 en su casa del barrio cerrado Carmel, ubicado en Pilar, Buenos Aires. La rareza del caso, radicó en que, inicialmente, se creyó que la muerte había sido causada por un accidente doméstico, pero un mes y medio más tarde se descubrió que había sido asesinada de 6 disparos en la cabeza.

## Personas presentadas
El hilo conductor de la serie son entrevistas con los periodistas Rolando Barbano y Pablo Duggan, a las que se le suman declaraciones de distintas personas involucradas en el caso. También se presentan declaraciones de los escritores Guillermo Martínez y Claudia Piñeiro, quienes analizan la repercusión de los acontecimientos.

### Periodistas
- Rolando Barbano
- Pablo Duggan

### Víctima
- María Marta García Belsunce (imágenes de archivo)

### Familia de la víctima
- Carlos Carrascosa (viudo)
- Horacio García Belsunce (h) (hermano)
- Irene Hurtig (media hermana)
- John Hurtig (medio hermano)
- Guillermo Bártoli (cuñado)

### Abogados
- Diego Molina Pico (fiscal del caso)
- Diego Ferrari (representante de Carlos Carrascosa)
- Gabriel Becker (abogado de Gauvry Gordon)

### Otros testigos del juicio
- Nicolás Pachelo (vecino del barrio Carmel, acusado de asesinar a la víctima)
- Juan Ramón Gauvry Gordon (primer médico en hacerse presente en la escena del crimen)
- Santiago Biasi (segundo médico en hacerse presente en la escena del crimen)
- Sergio Binello (vecino del barrio Carmel)
- Beatriz Michelini (masajista que atendía a la víctima)

## Episodios
| N.º | Título                    |
| --- | ------------------------- |
| 1   | «Un domingo lluvioso»     |
| 2   | «Cinco balas y un pituto» |
| 3   | «El juicio»               |
| 4   | «Contar una historia»     |